# Britt Herbots
Britt Herbots est une joueuse belge de volley-ball née le 24 septembre 1999 à Saint-Trond (Belgique). Elle joue au poste de réceptionneuse-attaquante. Au cours de la saison 2018/2019, elle 
évolue dans l'équipe italienne de Unet E-Work Busto Arsizio.

## Palmarès

### Clubs
Coupe de Belgique:
- 2016, 2017

Championnat de Belgique:
- 2016, 2017

Supercoupe de Belgique:
- 2016

Supercoupe de France:
- 2017[1],[2]

### Équipe nationale
Championnat d'Europe des moins de 18 ans:
- 2015

### Distinctions individuelles
- Championnat d'Europe des moins de 18 ans 2015 — Meilleure attaquante.
- Supercoupe de France 2017 — Meilleure joueuse.
- Ligue d'or européenne 2023 — Meilleure réceptionneuse.